# Glanzmessgerät

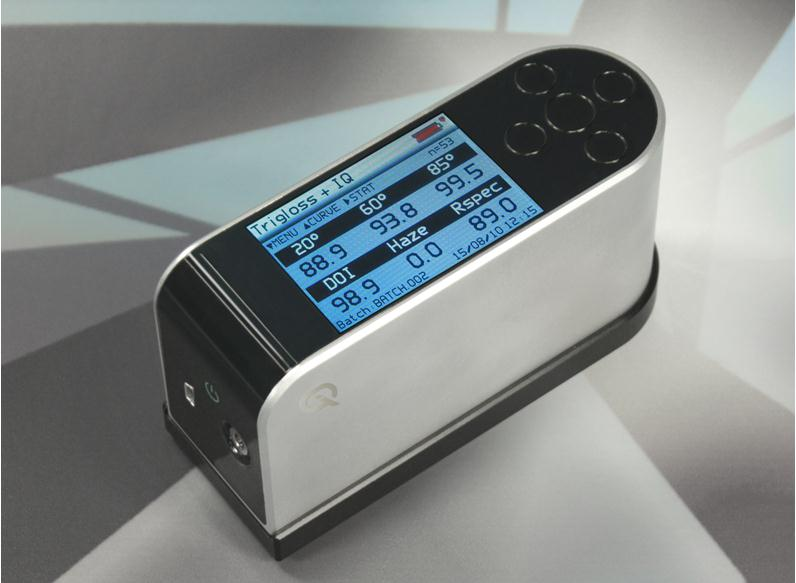
Ein Glanzmessgerät

Ein Glanzmessgerät (auch Reflektometer oder Glanzmesser genannt) ist ein Messgerät, mit dem der Glanz einer ebenen Oberfläche, beispielsweise von Kunststoff, Papier oder Lack, gemessen wird. Als Glanz wird hierbei ein Verhältnis zwischen dem eingestrahlten und dem von der Oberfläche reflektierten Licht unter dem Winkel der spiegelnden Reflexion verstanden. Große Verwendung finden Glanzmessgeräte in der Prozessüberwachung bei der Produktion von Papier und in der Qualitätssicherung in der Automobilindustrie.

## Aufbau
Ein Glanzmessgerät besteht aus einer Lichtquelle und einer Linse, die paralleles Licht auf eine Probenoberfläche strahlt und aus einem Empfänger mit Linse, Blende und Fotoempfänger, der das reflektierte Licht aufnimmt und quantitativ misst.
Bei einem Glanzmessgerät wird gerichtetes Licht unter einem definierten Winkel auf die Probenoberfläche bestrahlt. Unter dem gleichen Winkel nimmt ein Detektor die von der Probenoberfläche reflektierte Lichtstrahlung auf.
Im physikalischen Sinne stellt der Messwert das Integral über der Reflexionsindikatrix der Prüfkörperoberfläche für einen durch die Aperturen von Beleuchtungs- und Detektoroptik bestimmten Raumwinkelbereich dar.

## Maßeinheit
Die Maßeinheit eines Glanzmessgerätes ist GU (englisch gloss units bzw. Glanzeinheit). Die Skala für die Glanzeinheit basiert auf dem Referenzwert, der bei einem polierten, schwarzen Glasstandard mit definiertem Brechungsindex erreicht wird. Bei einer Kalibrierung wird dieser Referenzwert als 100 GU festgesetzt. Der zweite Referenzpunkt der Skala liegt bei 0 GU, dem Messwert, der bei einer perfekt matten Oberfläche erreicht wird. Der Glanz der meisten nichtmetallischen Oberflächen (Lacke, Papier, …) liegt in dem Bereich zwischen 0 und 100. Für polierte Metalloberflächen und Spiegel können allerdings wesentlich höhere Werte von bis zu 2000 GU erreicht werden. Bei transparenten Materialien hingegen können die Reflektometerwerte sehr gering sein. In diesen Fällen wird aber meist kein Glanzmessgerät eingesetzt, sondern der Reflexionsgrad, also der Quotient aus reflektiertem zu eingestrahltem Licht, für einen bestimmten Winkel angegeben.

## Durchführung der Messung

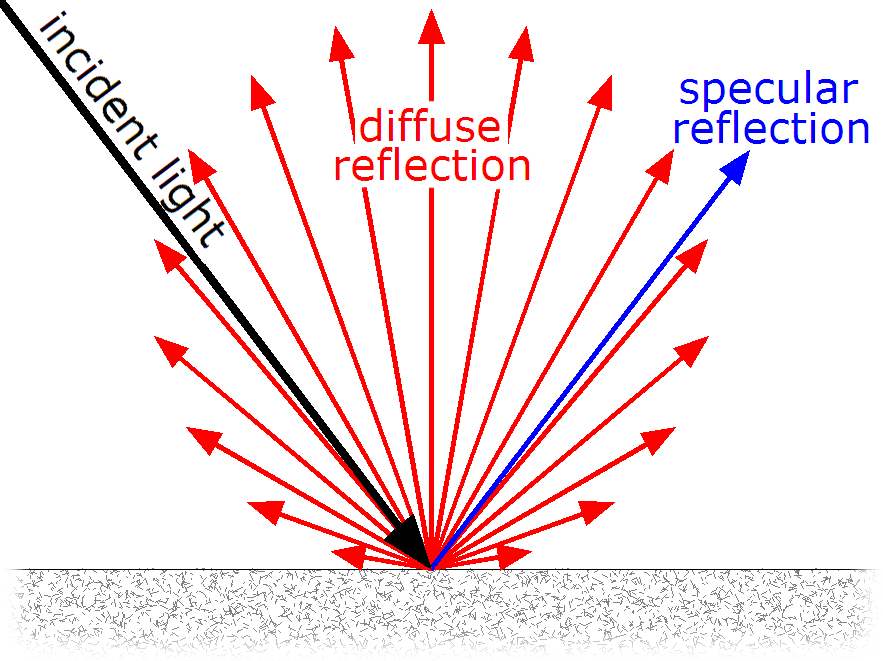
Spekulare (spiegelnde) und diffuse Reflexion

Der Winkel, unter dem gemessen wird, ist je nach Material und dem erwarteten Glanz in den einschlägigen Normen festgelegt. Er wird so gewählt, dass die Sensitivität des Detektors möglichst gut ausgenutzt wird. In mehreren Normen sind die drei Winkel 20°, 60° und 85° spezifiziert.
Nach ISO 2813 wird zunächst der Glanz bei einem Winkel von 60° gemessen. Liegt der Messwert bei dieser ersten Messung oberhalb von 70 GU wird der Messwinkel auf 20° reduziert. Liegt er unterhalb von 10 GU wird er auf 85° vergrößert. Andernfalls kann der Messwert übernommen werden. Moderne Glanzmessgeräte führen diese Winkelanpassung automatisch durch.
| Glanzbereich    | 60°-Wert | Messwinkel |
| --------------- | -------- | ---------- |
| Hochglanz       | > 70 GU  | 20°        |
| mittlerer Glanz | 10–70 GU | 60°        |
| geringer Glanz  | < 10 GU  | 85°        |

Neben 20°, 60° und 85° ist für Keramiken, Kunststofffilme, Textilien und anodisiertes Aluminium ein Winkel von 45° und für Papiere ein Winkel von 75° spezifiziert.
In der Praxis wird nicht immer nach diesem in der Norm vorgeschriebenen Ablauf gemessen. Manche Anwender messen in Ermangelung eines 20°-Messgerätes ganz bewusst auch Hochglanz mit dem 60° Messwinkel oder werten Messwerte mit Nachkommastellen aus, obwohl in der Norm als Kennwerte für die Messsystemanalyse eine Wiederholbarkeit von 1 GU (bei 60° und 85°) bzw. 2 GU (bei 20°) bei einem Konfidenzintervall von 95 % erreicht werden muss.

## Erläuterung des Nutzens
Zur Sicherstellung eines homogenen Gesamteindrucks bei einem Produkt, das aus mehreren Komponenten besteht, ist das Wissen über den Glanzwert der einzelnen Teile sehr relevant. Produktbeispiele finden sich beispielsweise im Automobilbau, wo die Komponenten des Fahrzeuginterieurs in unterschiedlichen Produktionsschritten hergestellt und anschließend zusammengefügt werden. Im Endprodukt soll kein Unterschied zwischen den einzelnen Komponenten hinsichtlich deren visuellen Erscheinungsbildes (neben Glanz auch Farbe und Textur) sichtbar werden.
„Noch vor wenigen Jahrzehnten bediente man sich hierfür [zur Messung des Glanzes], des visuellen Vergleiches mit einem Set von in ihrem Glanz abgestuften Glanztafeln (z. B. nach Boller ). Der Glanzwert wurde hier noch in „Glanzprozenten“ angegeben.“ Diese Bestimmung eines Glanzwertes ist offensichtlich sehr stark subjektiv und die Aussagekraft durch die Erfahrung und Fähigkeit des Benutzers geprägt. Ein Glanzmessgerät hingegen stellt einen Messwert zur Verfügung, mit der der Glanzgrad einer Oberfläche quantifizierbar und reproduzierbar ermittelt werden kann.

## Normen
| Winkel            | 20°                                                                  | 60°                                                                  | 85°                                                                  | 45°                                                                  | 75°                                          | 20° Tappi                   | 45° DIN                     | 75° DIN                     | 75°                                    |
| Anwendungsbereich | Auto-, Farben-, Lack-, Kunststoff- und weiterverarbeitende Industrie | Auto-, Farben-, Lack-, Kunststoff- und weiterverarbeitende Industrie | Auto-, Farben-, Lack-, Kunststoff- und weiterverarbeitende Industrie | Auto-, Farben-, Lack-, Kunststoff- und weiterverarbeitende Industrie | Auto-, Keramik-, Folien- und Textilindustrie | Folien- und Papierindustrie | Folien- und Papierindustrie | Folien- und Papierindustrie | Leder, genarbte und poröse Oberflächen |
| Glanzbereich      | Hochglanz                                                            | Mittelglanz                                                          | Mattglanz                                                            | Mittelglanz                                                          | Hochglanz                                    | Mittelglanz                 | Mattglanz                   | Matt- bis Hochglanz         | Mattglanz                              |
| ASTM C346         |                                                                      |                                                                      |                                                                      | X                                                                    |                                              |                             |                             |                             |                                        |
| ASTM D523         | X                                                                    | X                                                                    | X                                                                    |                                                                      |                                              |                             |                             |                             |                                        |
| ASTM D2457        | X                                                                    | X                                                                    | X                                                                    | X                                                                    |                                              |                             |                             |                             |                                        |
| BS3900 D5         | X                                                                    | X                                                                    | X                                                                    |                                                                      |                                              |                             |                             |                             |                                        |
| DIN 67530         | X                                                                    | X                                                                    | X                                                                    |                                                                      |                                              |                             |                             |                             |                                        |
| DIN EN ISO 2813   | X                                                                    | X                                                                    | X                                                                    |                                                                      |                                              |                             |                             |                             |                                        |
| EN ISO 7668       | X                                                                    | X                                                                    | X                                                                    | X                                                                    |                                              |                             |                             |                             |                                        |
| EN ISO 8254-1     |                                                                      |                                                                      |                                                                      |                                                                      |                                              |                             |                             | X                           |                                        |
| EN ISO 8254-2     |                                                                      |                                                                      |                                                                      |                                                                      |                                              |                             | X                           |                             |                                        |
| EN ISO 8254-3     |                                                                      |                                                                      |                                                                      |                                                                      | X                                            |                             |                             |                             |                                        |
| EN 14086          |                                                                      |                                                                      |                                                                      |                                                                      |                                              | X                           |                             |                             |                                        |
| DIN 54502         |                                                                      |                                                                      |                                                                      |                                                                      |                                              | X                           | X                           |                             |                                        |
| TAPPI T480        |                                                                      |                                                                      |                                                                      |                                                                      |                                              |                             |                             | X                           |                                        |
| TAPPI T 653       |                                                                      |                                                                      |                                                                      |                                                                      | X                                            |                             |                             |                             |                                        |
| JI Z 8741         | X                                                                    | X                                                                    | X                                                                    | X                                                                    | X                                            |                             |                             |                             |                                        |